# China Grove (Texas)
China Grove est une ville située au centre-est du comté de Bexar et de la ville de San Antonio, au Texas, aux États-Unis,.

## Démographie
Lors du recensement de 2010, la ville comptait une population de 1 179 habitants. Elle est estimée, le 1er juillet 2019, à 1 236 habitants.

### Source de la traduction
- (en) Cet article est partiellement ou en totalité issu de l’article de Wikipédia en anglais intitulé « China Grove, Texas » (voir la liste des auteurs).